# 空姐真命苦
《空姐真命苦》，是小学館《Big Comic Spirits》於2005年到2007年2月號間連載花津花代的日本漫畫作品，以及根據原作改編的日本電視劇。

## 簡介
女主角山田紗依因為情人被第三者奪走，為了讓男友刮目相看而考上空姐（Cabin Attendant，CA）一職所發生的故事。

## 電視劇
此漫畫作品的原作日本電視劇於2006年7月5日至9月13日之間於NNS加盟電視台播出。基本放送時間為每週週三22:00~22:54（JST），第一集延長15分鐘，由於職棒轉播延長30分鐘結束，於22:30~23:39（JST）播出。
- 原作漫畫內容滑稽，為忠於原作，幾乎沒有提及實際存在的航空公司，但由於劇中仍有出現全日本空輸（ANA）主要使用的羽田機場第2機場中心大樓與ANA的飛機，多少還是被外界認為有合作關係，機場中心大樓多取景於大型商品展覽會會場「東京國際展覽中心」。
- 茶色頭髮、迷你裙制服、恨天高等只在連續劇中出現，現實生活的空姐並非如此。
- 主角山田紗依設定為岡山縣出身，但劇中的母親卻操著廣島腔。

### 主要人物
- 山田紗依：觀月亞里沙（香港配音：鄭麗麗）：28歳，為約聘社員。總是突槌，但會以乘客至上的空姐，喜歡同公司的機師高岡，
- 高岡真：谷原章介（香港配音：翟耀輝）：與紗依同公司的機師，剛開始兩人雖然對立，但逐漸在意紗依的存在。
- 菊池優花：香里奈（香港配音：陳凱婷）：紗依的晚輩，在男人中很受歡迎。
- 藤澤理沙子：佐藤江梨子（香港配音：程文意）：公司的形象代言人，讓紗依有對手意識的人物。
- 小椋涼：忍成修吾（香港配音：梁偉德）：空姐們經常光顧的居酒屋店員。
- 星菜菜美：安田美沙子（香港配音：林元春）：非常喜歡聯誼。
- 雪野香織：東原亞希（香港配音：曾佩儀）：總是活力十足，與前輩們很合得來。
- 橋本彩：中山惠
- 工藤まりな：鎌田亞未
- 今井樹里：矢吹春奈
- 櫻井舞子：民部良子（香港配音：謝潔貞）
- 大木太一：金田明夫
- 田中惠：西田尚美（香港配音：黃玉娟）：紗依的前輩，以前曾與南田交往過，為國際航線志願的正式社員。
- 市原美里：川原亞矢子（香港配音：黃鳳英）：紗依的上司（座艙長），全盛時期被冠上「傳說的空姐」的稱號。
- 南田俊彥：澤村一樹（香港配音：雷霆）：紗依所屬部門的課長，原先是很有才幹的機師。

### 客串角色

#### 第一話
- 高橋勝：賀集利樹
- 高橋久美子：小西美帆（香港配音：程文意）
  - ト字高雄
  - 木村翠
  - 高柳葉子
  - 若杉宏二
  - 吉永秀平
  - 岩尾萬太郎
  - 加藤四朗
  - 杉村好江
  - 菊地佐玖子
  - 真下有紀
  - 飯口美穗
  - 明日香まゆ美
  - 水森コウ太
  - 後藤康夫
  - 關谷知大
  - 野野目良子
  - 長倉正和
  - 三輪優子
  - 布施曜子
  - 山中新
  - 佐久間梨乃
  - 木村啟介
  - 松沢蓮
  - 小笠原大晃
  - 坪田秀雄
  - 進藤公之
  - 大谷宏和
  - 中島隼人
  - 高橋義治

#### 第二話
- 秋元光彥（IT社長）：東幹久
- 山本與志惠
- 土肥美緒
- 久保田裕之
- 邊見務
- 小場賢
- 原田健二
- 春日潤也
- 八代貴晴
- 浦川さとし
- 葉山純也
- 荒川智大
- 佐佐木正義
- 中村修二
- 石鍋正壽
- 山田武彥
- 齋藤康弘

### 工作人員
- 原作:花津ハナヨ（小学館雜誌「週刊Big Comic Spirits」連載）
- 脚本:梅田みか
- 音楽:大島ミチル
- 原案協力:鈴木総一郎、山根誠司、土田和之（小学館「週刊Big Comic Spirits」編輯部）
- 協力：NiTRo、砧スタジオ、日テレアート
- 製作人:加藤正俊（日本電視台）
- 導演:大谷太郎（1話·2話·5話）、南雲聖一（3話·6話）、山下学美（4話）
- 製作著作:日本電視台

### 主題曲
- 〈Fly High〉中ノ森BAND

### 副標題·播出日·收視率
| 各話   | 播出日     | 中文副標題                              | 收視率 |
| ------ | ---------- | --------------------------------------- | ------ |
| 第1話  | 2006/07/05 | 28歳空姐…愛情工作難兩全！用手抓住幸福！ | 13.0%  |
| 第2話  | 2006/07/12 | 我被炒魷魚？                            | 10.6%  |
| 第3話  | 2006/07/19 | 命中注定我親你？                        | 9.1%   |
| 第4話  | 2006/07/26 | 春心蕩漾！                              | 9.3%   |
| 第5話  | 2006/08/02 | 女人的友情破裂！                        | 7.9%   |
| 第6話  | 2006/08/09 | 劇烈衝突！女人的戰爭！                  | 9.3%   |
| 第7話  | 2006/08/16 | 母親與女兒…眼淚的約束                   | 9.1%   |
| 第8話  | 2006/08/23 | 啊夫婦的危機？                          | 9.2%   |
| 第9話  | 2006/08/30 | 相親大作戰！                            | 8.7%   |
| 第10話 | 2006/09/06 | 最後的航班！                            | 9.2%   |
| 第11話 | 2006/09/13 | 前往幸福！                              | 9.2%   |

平均收視率 9.5%（數字由日本電視台Video Research調查）

## 外部連結
- 日本テレビ「CA(シーエー)とお呼びっ!」 （页面存档备份，存于）（日語）

## 節目的變遷
| 日本 日本電視台 週三連續劇         | 日本 日本電視台 週三連續劇             | 日本 日本電視台 週三連續劇 |
| ---------------------------------- | -------------------------------------- | -------------------------- |
|                                    | 空姐真命苦 （2006.7.5 - 2006.9.13）    |                            |
| 戀上芭蕾 （2006.4.12 - 2006.6.21） | 14歲小媽媽 （2006.10.11 - 2006.12.20） |                            |

| 台灣 緯來日本台 週一至週五 晚間22:00至23:00 | 台灣 緯來日本台 週一至週五 晚間22:00至23:00 | 台灣 緯來日本台 週一至週五 晚間22:00至23:00 |
| ------------------------------------------- | ------------------------------------------- | ------------------------------------------- |
|                                             | 空姐真命苦（重播） （2009.2.17 - 2009.3.3） |                                             |
| 戀上芭蕾 （2009.02.02 - 2009.2.16）         | 談判尤物 （2009.3.4 - 2009.3.13）           |                                             |